# Delio Bonazzi
Delio Bonazzi (Bologna, 2 marzo 1923 – Bologna, 24 febbraio 2001) è stato un politico italiano.